# Bedřich Loewenstein
Bedřich Loewenstein (29. června 1929 v Praze – 11. května 2017 Berlín) byl významný česko-německý historik se specializací na moderní evropské dějiny a přesahem do dalších společenskovědních disciplín.

## Život
Narodil se jako syn lékaře ve smíšené česko-německo-židovské rodině, což byl důvod, proč byl po nástupu nacismu vyloučen z gymnázia a následně totálně nasazen. Po maturitě se rozhodl pro studium filozofie, odkud byl rovněž vyloučen, tentokrát z politických důvodů. Pracoval na stavbě, pak absolvoval vojenskou službu a v letech 1953–1956 studoval historii na základě výjimky udělené ministerstvem školství. Studium ukončil diplomovou prací u prof. Josefa Polišenského.
Krátce působil jako redaktor časopisu Dějepis ve škole, poté až do roku 1970 pracoval v Historickém ústavu ČSAV. Zabýval se především moderními německými dějinami, především pak specifikem německého vývoje a předpoklady pro nástup nacismu. Kromě toho se postupně zaměřoval na mezioborová historicko-sociální témata a obecnější otázky krize evropské civilizace.
V 60. letech navázal styky se intelektuály v Západním Německu, kam rovněž jezdil přednášet, a v téže době vyšla jeho populární studie o Bismarckovi. Po nástupu normalizace byl z ČSAV propuštěn a následoval zákaz publikování. Jako tlumočník na velvyslanectví SRN následně pomohl vytvořit vazby mezi disentem a exilem a zároveň publikoval v samizdatu. V roce 1979 přijal nabídku profesury na Freie Universität v Berlíně, kde působil do roku 1994. Po sametové revoluci též přednášel na Univerzitě Karlově. Stále více tíhnul k interdisciplinárnímu pojetí zkoumaných témat, jimž se věnoval jak v komplexně pojatých syntézách, tak v množství esejí. Ke stěžejním tématům tohoto období patří modernita, evropský nacionalismus a psychologické aspekty historického vývoje.
Loewenstein byl členem Collegia Carolina a korespondujícím členem Berliner Wissenschaftliche Gesellschaft. Od roku 2000 byl čestným členem Učené společnosti České republiky. Před smrtí působil jako vědecký publicista.

## Rodina
Jeho manželkou byla lingvistka a spisovatelka Marie Stryová. Manželé měli dvě dcery. Starší Miriam Löwensteinová (1958) je významná česká koreanistka a překladatelka, vedoucí oddělení koreanistiky Ústavu asijských studií FF UK v Praze. Mladší Šimona (1964) odešla s otcem do Západního Berlína, kde vystudovala historii, filozofii a ekonomii a odborně se zaměřuje na česko-německé vztahy, dějiny evropského myšlení, filozofii Emanuela Rádla a překládá z češtiny.

## Knižní publikace
- Otto von Bismarck. Praha : Svoboda, 1968.
- Plädoyer für die Zivilisation. Hamburg : Hoffmann und Campe, 1973.
- Der Entwurf der Moderne. Vom Geist der bürgerlichen Gesellschaft und Zivilisation. Essen : Reimar Hobbing, 1987.
- 6mal Prag. München : Piper, 1988. (pod pseudonymem Fritz Böhm)
- Problemfelder der Moderne. Elemente politischer Kultur. Darmstadt : Wissenschaftliche Buchgesellschaft, 1990.
- My a ti druzí. Dějiny, psychologie, antropologie. Brno : Doplněk, 1997.
- Wir und die anderen. Historische und kultursoziologische Betrachtungen. Dresden : Thelem, 2003.
- Pêle-mêle : Loewensteinova abeceda. 500 glos ze zápisníku. Praha : NLN 2007.
- Víra v pokrok. Dějiny jedné evropské ideje. Praha : OIKOYMENH, 2009.
- Glosy ze zápisníku. Minimyšlenky v abecedním pořadí. Praha : SLON, 2012.
- Kurt Sontheimers Republik. Göttingen : V&R unipress, 2013.
- Občanská společnost a její krize. Eseje historické a filosofické. Brno : Centrum pro studium demokracie a kultury, 2015.
- Násilí: jiná moderna. Praha : Historický ústav, 2017 (spolu s Milanem Hlavačkou, Františkem Šístkem a kol.).

Sborník prací Středověk 20. století (Praha, 1970) byl z důvodu nastupující normalizace (až na pár kusů) zničen.

## Ocenění
- Medaile Františka Palackého (Akademie věd, 1999)
- Stříbrná pamětní medaile (Univerzita Karlova, 2010)
- Kříž za zásluhy na klopě (SRN, 2011)